# シャンティイ
シャンティイ （Chantilly [ʃɑ̃.ti.ji]）は、フランス、オー＝ド＝フランス地域圏、オワーズ県のコミューン。
ノネット川谷の中、シャンティイの森の中心部にある。シャンティイ城の存在で世界的に有名であり、城内には一流の収集品を収蔵するコンデ美術館がある。また、ホイップクリームの一種、クレーム・シャンティイ（シャンテリー、fr）はシャンティイに由来している。そして競馬の存在も世界的に認識されている。シャンティイ競馬場ではジョッケクルブ賞とディアヌ賞の2レースが開催されている。まちとその周辺にはフランス国内最大規模の競走馬トレーニングセンターがある。
15世紀から17世紀まではモンモランシー家（モンモランシー公）と、17世紀から19世紀まではブルボン＝コンデ家（コンデ公）と密接な関係にあった。

## 地理

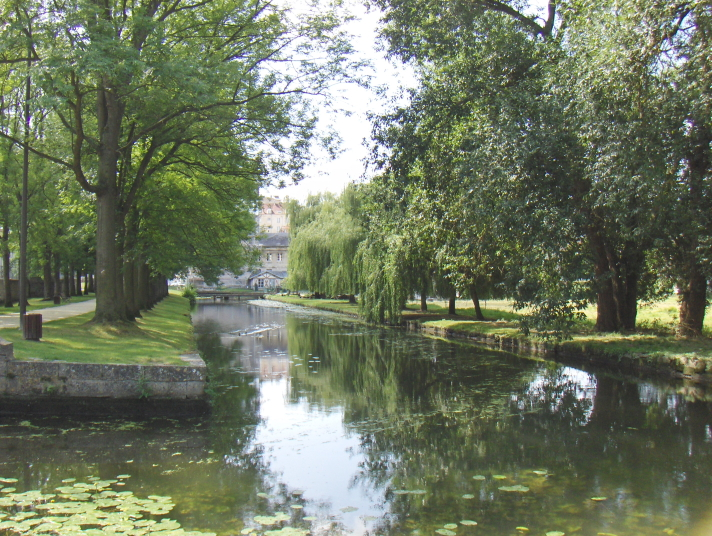
ノネット川と運河

地域圏南部、パリ盆地に位置する。歴史的にはヴァロワ地方に属する。シャンティイはボーヴェの南東約39km、パリの北約39kmにある。周辺のコミューンとともに約37000人の人口の都市圏を構成し、これはオワーズ県第4位、地域圏第7位である。
まちはテーヴ川谷の南端に位置する。テーヴ川は全長33kmある、オワーズ川の支流である。谷はコメユ池が点在する。これらの人工池は、13世紀にシャリ修道院の修道士たちが魚の養殖用に設けたものである。
まちはまた、オワーズ川支流のノネット川が横切っている。

## 交通
- 道路 - A1。A16は、かつての王道で、ピエールフィット＝シュル＝セーヌからアミアンを経由してダンケルクまで通じていた。この道がコミューンを南から北へ横断する。この道は現在県道1016号線に数えられる。
- 鉄道 - TERピカルディー、シャンティイ＝グーヴィユー駅。パリ北駅からはRER D線が通じる。
- 空港 - シャルル・ド・ゴール国際空港の半径30km圏内に位置する。パリ・ボーヴェ空港とは54kmの距離。

## 由来
1150年にはCantiliacusの名で記された。シャンティイの名はおそらく、ガリア語の男性名Cantiliusに不動産を示す-acumを付けたCantiliacumからきている。頻繁に行われた名称の説明には、campus tiliae（ボダイジュの原）があるが、これは学術的なラテン語を元とした偽の語源である。
1793年10月16日、国民公会は封建制度や王制、そして迷信を連想させる名称を持つ自治体を改名させ、シャンティイはシャン＝リーブル（Champ-Libre）とされた。

## 歴史

### 古代から中世

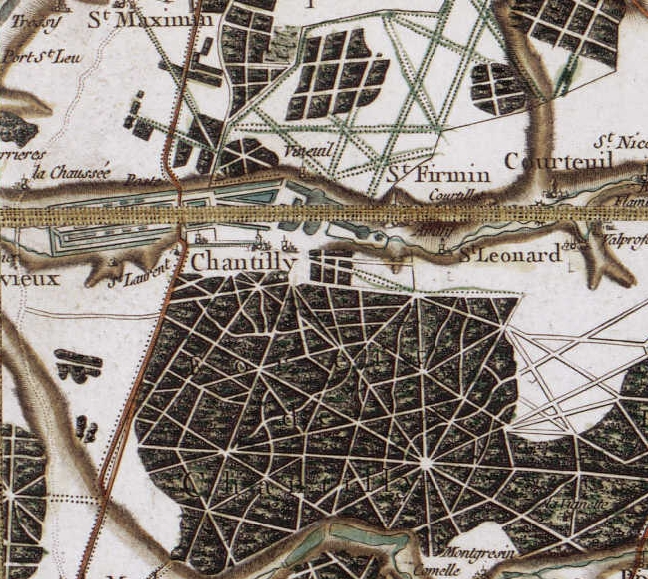
1780年代のカッシーニ地図に描かれたシャンティイ

先史時代や鉄器時代の人の定住の証拠はない。ローマ時代の墓から副葬品がノネット川近くで見つかっており、そしてガロ＝ローマ時代にはシャンティイの森の中に道があった。7世紀メロヴィング朝時代の墓が、17世紀と19世紀に発掘された。
1223年頃、ギィ4世・ド・サンリスとサン＝ルー＝デスラン修道院の修道士の間でTerra cantiliaciの土地について初めて報告された。ギィ4世は王の執事長であり、シャンティイ領の創設者だった。当時のシャンティイは泥沢地にある岩で、ボーヴェ司教区とサンリス司教区の境界であった。1227年、シャンティイの地に要塞化された建物の存在が知らされている。パリ高等法院はその法令の中で実際にシャンティイの森全体について（in tota foresta chantiliaco）ふれている。その後1358年にジャックリーの乱で城が破壊されたことが初めて伝えられ、1394年にピエール・ドルジュモンによって修復が完了した。百年戦争中には、イングランドとブルゴーニュの連合軍が包囲しようとしている。アジャンクールの戦いで戦死したピエール2世・ドルジュモンの未亡人、ジャクリーヌ・ド・ペネルは、城を要塞として提供しなければならなかった。その見返りとして全住民の命が助けられたが、すべての周辺の村は台無しにされた。

### 新しい教区

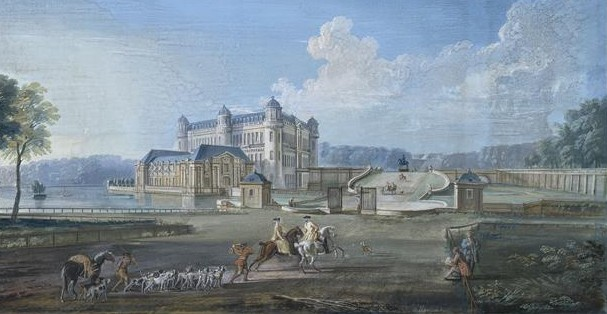
18世紀に描かれたシャンティイ城

16世紀、城の周りには小さな村落が点在していた。カンケンポワ集落（Quinquempoix）は最も城に近く、規模の大きなものだった。この時代から村落は城の拡張を歓迎するようになった。1219年に存在を伝えられているサン＝ジェルマン礼拝堂は17世紀の城拡張で失われた。カンケンポワ集落にあるいくつかの建物は、公爵の随行員を収容するため作られていた。1539年に建てられたオテル・ド・ボーヴェはアンヌ・ド・モンモランシーの狩りの同伴者を泊めるため、1553年に建てられたオテル・ド・カンケンポワは元帥の従者を収容するために使われた。
元帥アンヌの父ギヨームは1515年に、教皇勅書によって城付属礼拝堂でミサをあげる権利と秘蹟を与える権利を獲得した。それは城と住民、向かい合う周辺の村とが独立した教区となる最初の兆候であった。
1673年、大コンデはグーヴィユーへつながる新しい道路を開通させた。これが現在のコンネタブル通りである。通りの両側に付属する土地は、シャンティイの都市計画における最初の核で、賄いつきの宿、城の職人の工房、召使の住居が並んだ。この地区はまだ、ボーヴェ司教区に属するグーヴィユー教区、サンリス司教区に属するサン＝レオナールの教区とに分かれていた。
大コンデは城の近くに教区教会を建てることを自らの意思とした。コンデ公アンリ・ジュールは父の意を汲んで1692年にノートルダム教会の建物を建て、サンリス司教区に属する新たな教区教会とした。シャンティイは彼のための封土であった。彼の孫にあたるルイ4世は、最初の計画を立てたシャンティイの真の創設者である。彼はグーヴィユーへの道に基づいて合理的な計画を練った。1721年に大厩舎建設が起動すると、公爵は1727年には通りの南を分割した。公爵は官吏（コンデ家に雇用されている者）に抽選で土地を売却した。その土地には芝生と同様に建築基準を満たす義務があった。これらの基準やファサードの設計は、大厩舎の建築家ジャン・オベールが決めた。これらは1730年から1733年の間に建てられた。

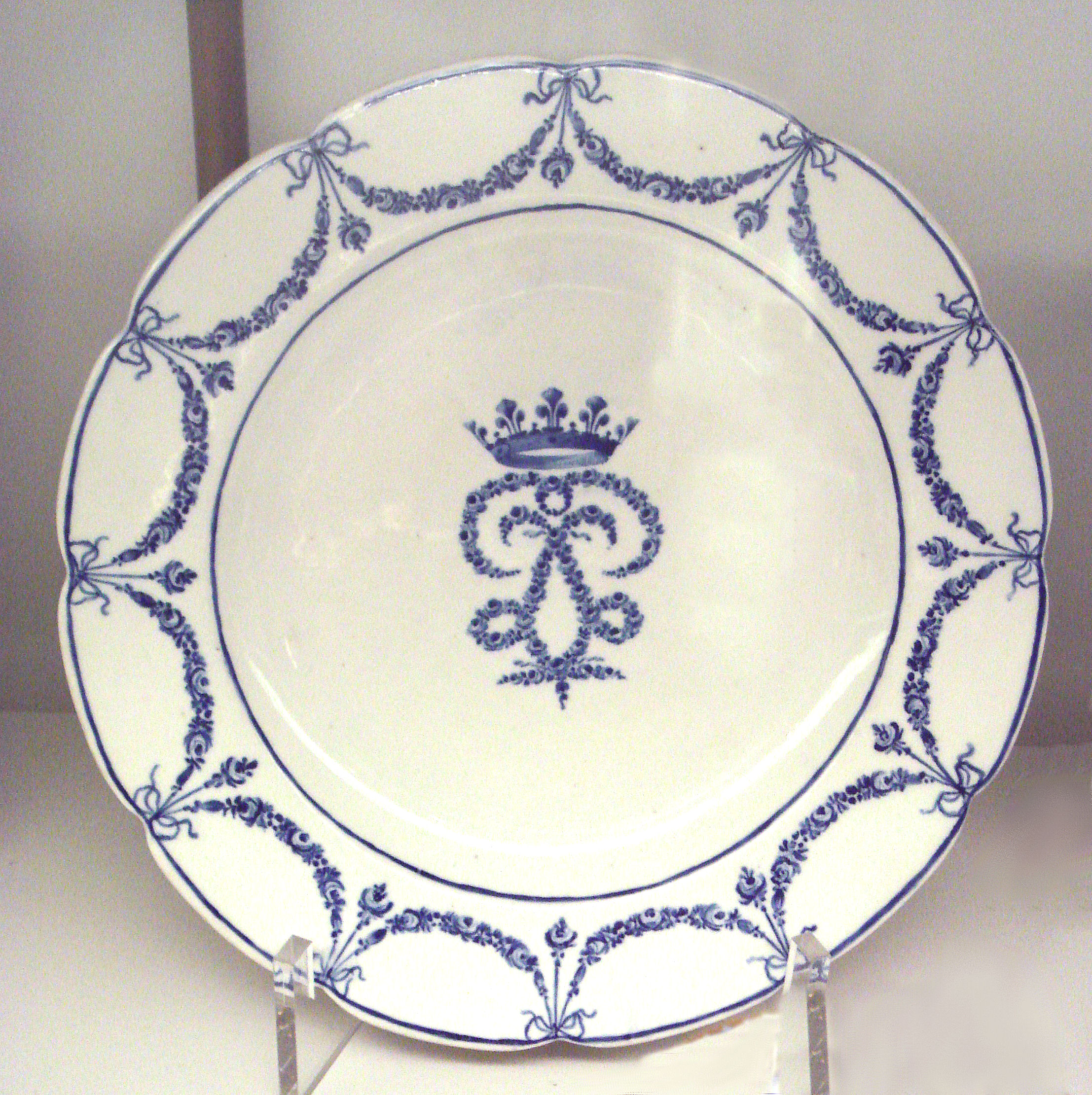
1760年頃のシャンティイ磁器

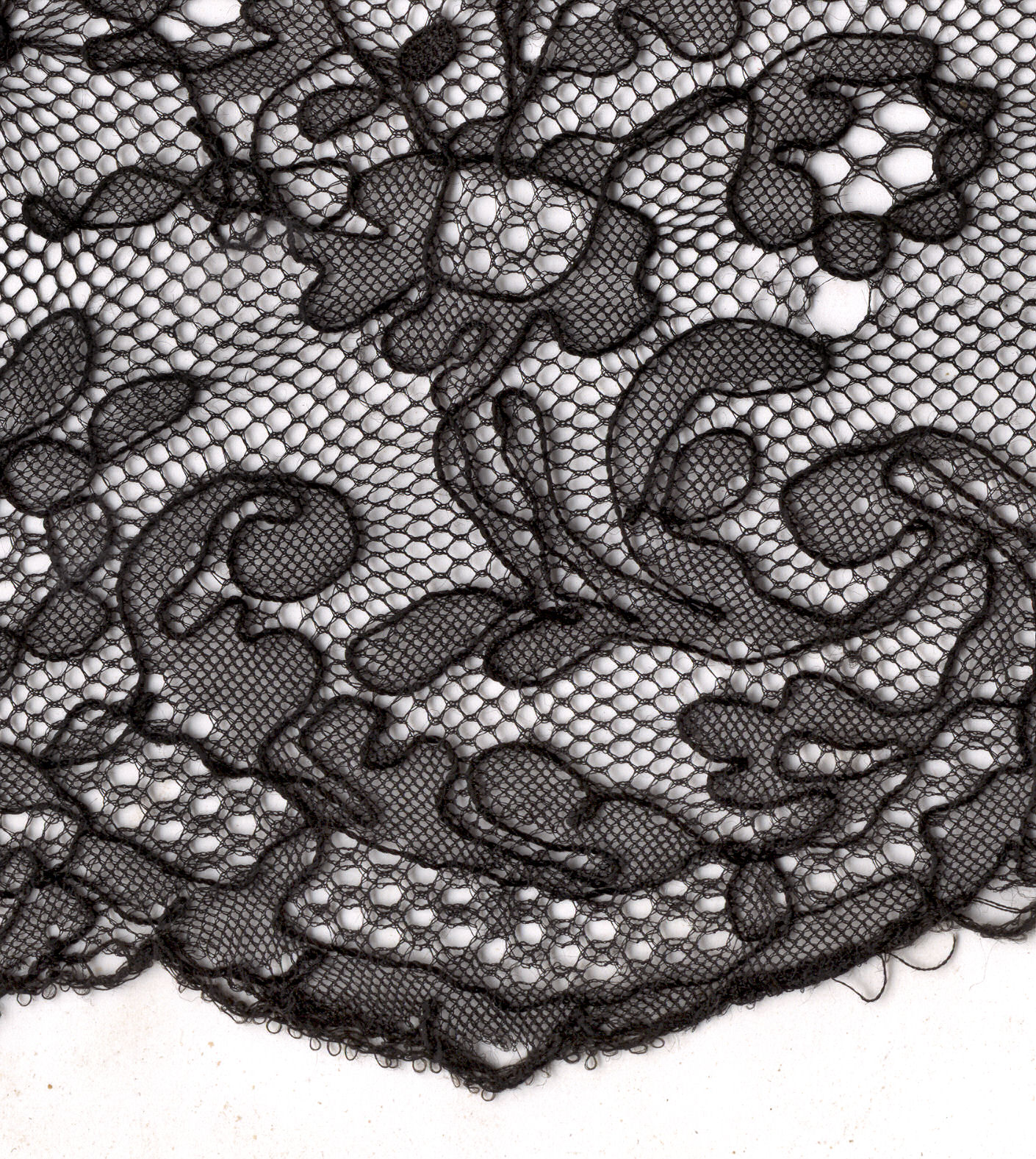
シャンティイ・レース

18世紀後半、多くの経済活動は常にコンデ公のイニシアティブによって着手された。シャンティイ・レースは17世紀終わりに誕生しその後広まり、1726年には磁器工場が創設され、現在のマシーヌ通りに1730年に設置された。工業用の建物は1780年代に、大運河の終点に豊富な水量を当て込んで建てられた。

### コミューンの誕生
フランス革命期のシャンティイは、教区としての限界を見せるコミューンであった。初代市長はシャンティイ荘園の監督官であったし、コミューン官吏は城に勤めていた者を雇用した。バスティーユ襲撃のわずか数日後に、コンデ公は国外へ逃亡した。不動産は、1792年の亡命に関する法律に基づいて区画を分割した。最初の区画は1793年から1795年の間に販売された。かつての菜園、カスケードのある庭園、現在のコンネタブル通りに沿った最後の利用可能な区画、公爵の所有であった小さな芝生、まちの家々の周囲がそれに含まれた。これらの最初に処分された土地の多くは、中世以来のシャンティイのドメーヌとして戻ることはなかった。残りの領域は1798年に分割され、徐々に売却された。
恐怖政治によって1793年に市長がジャコバン派に交替した。1793年から1794年、シャンティイ城はオワーズ県の囚人を収容する監獄であった。1799年、城は国家によって売却され、2人の実業家が石の採石場に変えた。大厩舎は軍が接収した。第11騎兵連隊、第1竜騎兵隊が1803年から1806年に駐留した。
コンデ公の不動産売却から、いくつかの業者がビジネスを開拓し利益を得た。1792年、シャンティイ磁器工場は、新しいイギリス人オーナー、クリストファー・ポッターのリーダーシップのもとで、陶器の製造を行うようになった。銅の延圧機が、運河のほとりの工場建物に1801年に設置され、その後1807年にフランソワ・リシャール・ルノワールが自分の製糸工場を設置した。この工場は600人を雇用し、コミューンの繁栄の源となった。新しいイギリスの技術を取り入れ、工場はインディアンヌ織を含む紡績業や洗濯業など多様化した。ルノワールの製糸工場は1814年以降衰え始め、独占を失い、1822年に破産した。
1815年、コンデ公ルイ5世に、残っていた城と不動産が返還された。それはかつて庭園だった場所の一部を取り戻し、残りを買い上げたものだった。ルイ6世は1823年にコミューンに消火栓を設置し、1827年に街路灯が多く設置された。

### 19世紀のリゾート
1834年、シャンティイの芝生で最初の競馬が開催された。1840年代、これらのレースは主として首都からの全ての階級の投機によるものだった。レースの成功は1859年に開通した鉄道路線に起因する。その後、競馬観覧者のための建物が、レース当日の観光客や投機の人々2万人を収容できるようつくられた。トラックとスタンドは、徐々に現在のシャンティイ競馬場の姿となっていった。最大の人数を収容した記録は、第一次世界大戦前夜に生まれた。1912年のジョッケクルブ賞に約4万人が集まったのである。
競馬場の周りに、サラブレッドのトレーニング施設と厩舎が建設され、競馬による経済が生まれることとなった。1846年、シャンティイには2人の調教師と17人の厩務員がいた。それが1896年には30人の調教師と309人の厩務員となった。騎手、調教師、厩務員といった競馬業界はイギリス人で占められていた（1911年当時で全体の76%がイギリス人だった）。1870年代に聖公会の教会がたてられたように、コミューンでイギリス人のコミュニティーが生まれた。
平行して、余暇の地としての都市化が進んだ。周辺の自治体に多くの貴族やブルジョワが別荘やシャトーを建てただけでなく、芸術家がコミューンに定住した。グーヴィユーにはロスチャイルド家が別宅を構えた。1908年に開業したグラン・コンデ・ホテルのような高級ホテルがつくられた。まちの最後の領主である、オマール公爵アンリ王子は競馬産業の発展、イギリス人の定住、まちの発展を奨励した。1876年から1882年にかけ、オマール公はシャンティイ城を改修し、当時の優れた美術品を収集した。彼の城には上流階級の人々、皇后エリーザベト・イン・バイエルン、ロシア大公ウラジーミル・アレクサンドロヴィチらが集まった。オマール公爵には子がなく、彼の死後シャンティイのドメーヌはアカデミー・フランセーズに遺贈され、城は1898年に一般公開された。シャンティイを訪れる人々にとって城は魅力となり同年の上半期に訪問客は10万人に達した。
豊富な富が羨望を集めないわけがなかった。1912年3月25日の朝、アナーキスト、ジュール・ボンノの一団がソシエテ・ジェネラルのシャンティイ支店を襲撃し、従業員2人を殺害した。

### 戦争

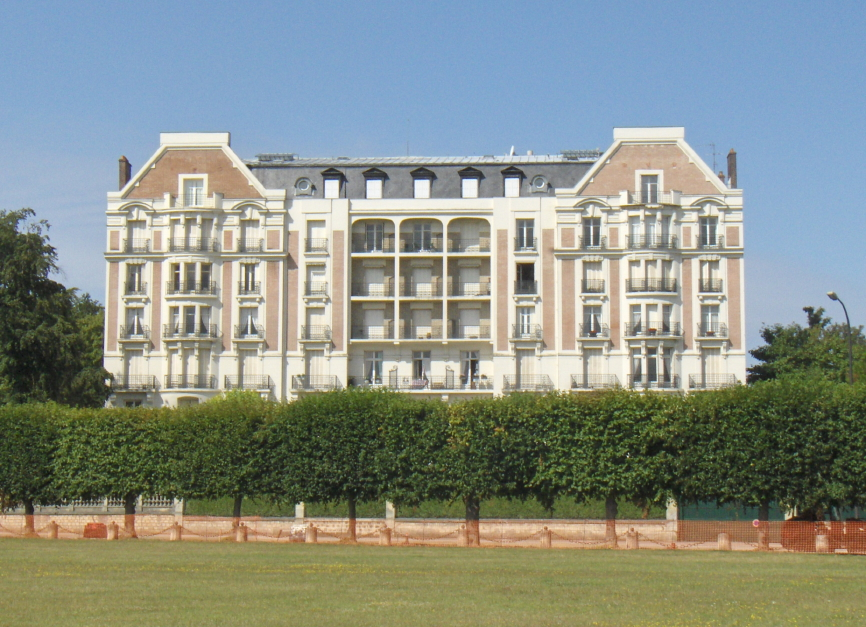
競馬場の芝生を前にたつグラン・コンデ・ホテル

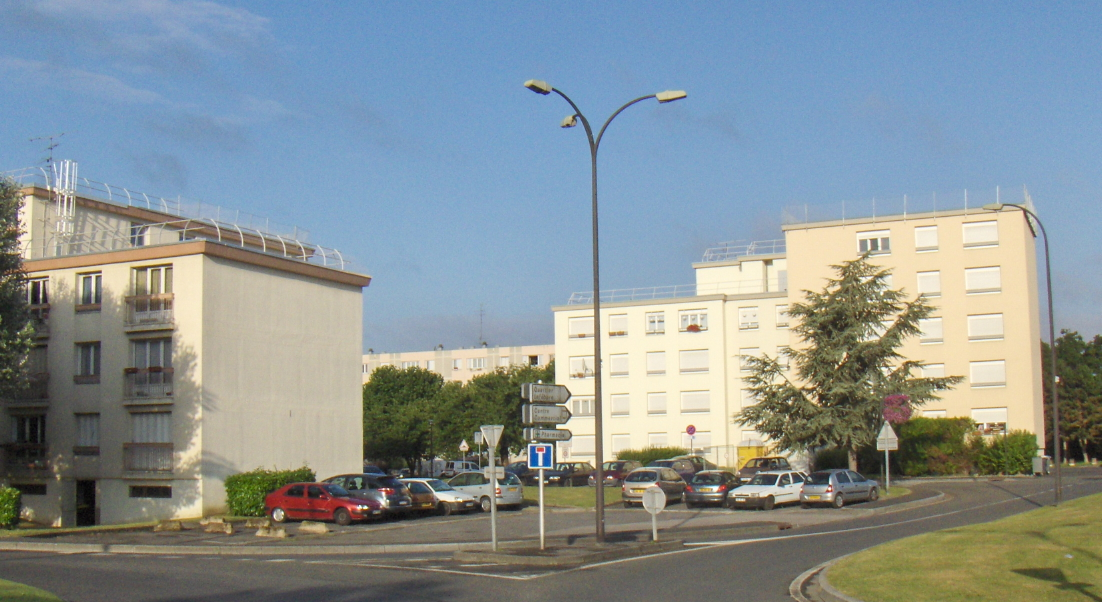
北部にあるルフェーブル地区

1870年、普仏戦争の間ほぼ1年間、シャンティイはプロイセン軍に占領されていた。第13軍団司令官であったメクレンブルク＝シュヴェリーン大公フリードリヒ・フランツと彼の部下たちは小さなシャトーに滞在し、彼の軍隊は大厩舎に駐留した。厩舎の馬は避難した。
1914年9月3日、ドイツ軍がシャンティイに入城したが、移動して部隊を残していかなかった。城を占領されたにもかかわらず、近くのコミューンであるクレイユとサンリスで起きた破壊と火災を意識したが、軍による損傷は特に見つからなかった。フランス軍兵士は9月9日まで戻らなかった。マルヌ会戦の後、大元帥ジョフルは鉄道を経由してパリに行けるシャンティイに本営（フランス語: Grand quartier général）を設置した。1914年11月29日、接収されたグラン・コンデ・ホテルに総司令部がおかれ、450人の士官、800人の下士官、軍人が滞在した。ジョフルは100m離れたところにあるヴィッラ・ポワレに滞在した。1915年12月6日から8日までシャンティイで会議が開かれ、同盟軍の首脳が軍事計画を設定し、1916年の同盟関係の調整を行った。1916年12月、総司令部はボーヴェに移転した。シャンティイは前線で負傷した兵士を治療する救急病院がおかれた。1200人の女性だけでなく、200人のドイツ人戦争捕虜がおり、200人の安南人たちが大砲や軍事輸送を視覚的に保護する目的で絵を描くために雇われていた。
1940年9月13日、ドイツ国防軍がシャンティイに入城した。大厩舎は動物病院にされた。4000人がドイツ軍入城を歓迎したと推測される。グラン・コンデ・ホテルはドイツ軍司令部となった。コラボラトゥールの殺害に続いて、教区司祭で1943年に反ナチスの説教を行ったシャルパンティエ師が他のレジスタンスとともに逮捕された。彼はマウトハウゼン強制収容所へ送られ、1944年8月7日に死亡した。カナルディエール高架橋は1944年5月30日に連合国側の空爆で破壊された。シャンティイが解放されたのは同年8月31日、アメリカ陸軍によってであった。アメリカ軍第8空軍がグラン・コンデ・ホテルに入った。
大戦後のシャンティイは、北部に新たな住宅地が生まれ発展した。高層集合住宅は含まれなかった。旧市街にあるいくつかの邸宅や別荘は、新たな住宅地造営のため取り壊された。パリ地域で働く新しい住民がシャンティイに移った。平行して、シャンティイはほぼ完全に工業活動が失われた。

## 行政
シャンティイ市議会は、市長1人、副市長9人、代表議員8人、他に与党に属する議員10人と野党に属する議員5人で構成される。
| 在任期間 | 在任期間 | 氏名                                          | 所属                  | 備考                                                             |
| 就任     | 退任     | 氏名                                          | 所属                  | 備考                                                             |
| -------- | -------- | --------------------------------------------- | --------------------- | ---------------------------------------------------------------- |
| 1965年   | 1967年   | ミシェル・ルフェーヴル Michel Lefebvre        | -                     | -                                                                |
| 1967年   | 1983年   | フランソワ・プラデール François Prader        | -                     | -                                                                |
| 1983年   | 1995年   | フィリップ・クルボワン Philippe Courboin      | 社会民主中道派（CDS） | -                                                                |
| 1995年   | 2017年   | エリック・ブルト Éric Woerth                  | 国民運動連合          | 国民議会議員、2007年から2010年までフランソワ・フィヨン内閣の閣僚 |
| 2017年   | 現職     | イザベル・ヴォイトヴィエズ Isabelle Wojtowiez | 共和党                |                                                                  |

## 人口統計
| 1962年 | 1968年 | 1975年 | 1982年 | 1990年 | 1999年 | 2006年 | 2015年 |
| ------ | ------ | ------ | ------ | ------ | ------ | ------ | ------ |
| 8 197  | 10 246 | 10 552 | 10 065 | 11 341 | 10 916 | 11 045 | 1 0849 |

参照元:1968年以降 : Insee (population sans doubles comptes puis population municipale à partir de 2006) · 
栄光の30年（fr）と呼ばれる高度経済成長期に、シャンティイ北部やボワ・サン＝ドニ地区には住宅地が造成され、人口は6000人から1万人を超えた。これはイル＝ド＝フランス地域圏在住者の移動であった。1970年代終わりから人口増加が著しく遅くなるか、一時的に停滞した。新住民の夫婦が、シャンティイで新たに財産や土地を所有するのに圧力をかける政策がとられたからである。この状況はパリ首都圏内で類似の傾向にある。
2007年時点で、外国籍の住民は人口の6.8%である。これはピカルディー地域圏の平均4.8%より高いが、国内平均の8.2%より低い。外国籍住民の44%はEU出身者、22%がマグレブ諸国出身者、10%がアジア出身者である。国別では最も多いのがポルトガル人、次いでモロッコ人、そしてイギリス人である。
イギリス人はシャンティイにコミュニティーを持つ集団の中で最も特別な存在である。中心部にはイギリス産製品を扱う商店があり、サロン・ド・テ（紅茶が提供されるティールーム）がある。英仏2ヶ国語で教育を行う私立のイギリス人学校がある。市内のコレージュやリセでは英語の特別なクラスがあり、市立図書館には英語の本が所蔵されている。聖公会の礼拝所、ボーイスカウト組織、クリケットのクラブ、イギリス人移住者福祉協会がある。

## 経済
シャンティイの経済史から貴族の存在を切り離すことができない。競馬産業と観光業が現在大きな割合を占めている。

### 雇用
シャンティイの労働人口は5888人で、総人口の53%を占める。労働人口の80%が15歳から64歳である。この労働人口の約半数にあたる41%は、県外、ほぼすべてがイル＝ド＝フランス地域圏（パリやシャルル・ド・ゴール国際空港のエリア内）で働いている。この割合は微増している。より少ない31%は、コミューン内に通勤している。
シャンティイやその近辺に拠点をおく大企業はない。最大の雇用主となっている、リセー・ジャン・ロスタン、シャンティイ市、コンピューター会社EDIはいずれも従業員数250人を超える。2007年1月1日時点でシャンティイには801社あり、商業は193社である。失業率はオワーズ県の10.7%に対し8.4%であった。

### 競馬
シャンティイ競馬場に併設された調教場はフランス国内最大の競走馬トレーニングセンターである。2620頭のサラブレッドを含む2633頭のウマを擁し、調教師が所属する厩舎が100箇所ある。パリの競馬場でレースを走る競走馬の70%がシャンティイの競走馬である。国内第2位の競走馬トレーニングセンターのあるメゾン＝ラフィットには、わずか800頭である。シャンティイで競馬に直接的・間接的に関わる雇用者は約2000人である。
フランスギャロは、競走馬のトレーニングセンターとしてシャンティイ調教場を管理・運営している。

## 文化

### 史跡
- シャンティイ城 - モンモランシー家が16世紀に建設しブルボン＝コンデ家が住居とした。城外には、アンドレ・ル・ノートルが設計した115ヘクタールの庭園、25ヘクタールの池が占める。
- ル・ミュゼ・コンデ(コンデ美術館) - シャンティイ場内にある美術館。フランス古典絵画のコレクションを誇り、その内容はルーヴル美術館に次ぐ。『ベリー公のいとも豪華なる時祷書』の1300枚もの写本を所蔵していることで有名。
- 大厩舎 - 1719年から1740年の間に、ジャン・オベールによって建設された。中央ドーム部分は高さ186m。さながら宮殿のような外観をもつ[38]。建設当初は毎日の狩猟のための240頭のウマと500頭のイヌを収容していた[38]。現在は「馬の博物館」（Musée vivant du cheval）の建物で馬術のデモンストレーションやショーが定期的に行われる [38]。
- サン＝ドニ門 - 当初建設予定だったパヴィリオンが、コンデ公ルイ4世の死によって未完のまま放置された。コミューンとして誕生したまちの記念碑として保存された。サン＝ドニとは、かつて地主だったことのあるサン＝ドニ修道院にちなむ。
- パヴィヨン・ド・マンス - 中心部、ノネット河岸に、シャンティイ庭園の池や噴水に水を供給するため1678年に建てられた。
- ル・ポタジェ・デ・プランス - 1682年に城内につくられた古い菜園とキジの飼育施設。革命で不動産が分割・売却され、動物病院を含む私有財産となった。
- ノートルダム・ド・ラソンプション教会 - 1691年に完成した教区教会。設計はジュール・アルドゥアン＝マンサール。

- シャンティイ城
- 大厩舎
- シャンティイ競馬場
- パヴィヨン・ド・マンス
- ノートルダム・ド・ラソンプション教会

### 文学

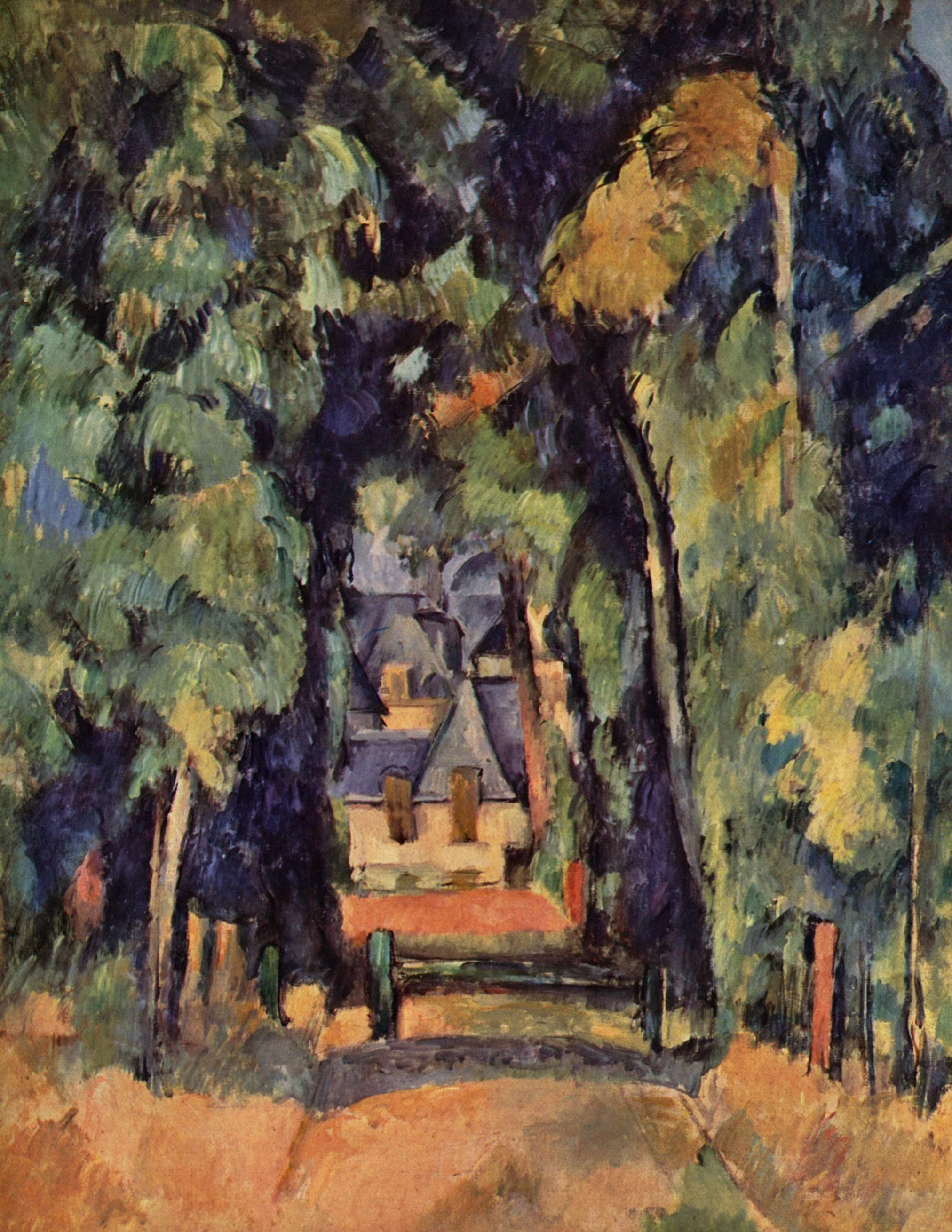
シャンティイのブイヨン森の道、ポール・セザンヌ

シャンティイ城は、コンデ公の庇護を受けた作家を多く受け入れてきた。最初は1626年に滞在した詩人テオフィル・ヴィオである。彼はモンモランシー公爵夫人マリー・フェリシーに保護され、生涯最後の数ヶ月を城で過ごした。ジャン・ラシーヌ、ニコラ・ボワロー、ジャン・ド・ラ・ブリュイエール、ジャン・ド・ラ・フォンテーヌ、ジャック＝ベニーニュ・ボシュエ、モリエールも城に短期滞在した。アベ・プレヴォも生涯最後の2年間をシャンティイ城で過ごした。
1838年、フランソワ＝ルネ・ド・シャトーブリアンはシャンティイの邸宅に滞在し、アンギャン公の刑死に触発された『墓の彼方からの回想』を執筆した。ジェラール・ド・ネルヴァルは幾度か滞在し、シャンティイを連想させる『火の娘』『オーレリア、あるいは夢と人生』を書いた。マルセル・プルーストは短期滞在し、『失われた時を求めて』第4篇「ソドムとゴモラ」において、シャンティイとオマール公を連想させている。ジャン・コクトーはグラン・コンデ・ホテルに繰り返して滞在した。

### 絵画
画家たちは城内の装飾を行っただけでない。1885年、ポール・セザンヌはオテル・ドラクールに5ヶ月間滞在し、まちや森を描いた絵画やデッサンを残した。1927年、美術評論家で画廊オーナーのドイツ人、ヴィルヘルム・ウーデはシャンティイに滞在した（第一次世界大戦前はサンリスで暮らしていた）。彼は画家セラフィーヌ・ド・サンリスの宣伝に力を尽くした。

### 映画
シャンティイを舞台として撮影された作品には以下のものがある。
- 『007 美しき獲物たち』（1985年）
- 『女写真家ソフィー』（2000年）

### 郵趣
フランス郵政公社がシャンティイ城を描いた切手を発行したとき（1969年と2007年）、発行日初日印を押す行事がシャンティイで行われた。

## 出身者
- アンヌ・ド・モンモランシー
- ルイ・アントワーヌ・ド・ブルボン＝コンデ

## 姉妹都市
- ワーテルマール＝ボワフォール、ベルギー
- ウベルリンゲン、ドイツ
- エプソム・アンド・イーウェル、イギリス